# رستن (فلم)
رستن (بالإنجليزية: Rustin) هو فيلم دراما وسيرة ذاتية أمريكي، من إخراج جورج س. ولف، وسيناريو جوليان بريس وداستن لانس بلاك. ويروي الفيلم قصة حياة ناشط الحقوق المدنيّة الأمريكي بايرد رستن. الفيلم من إنتاج شركة هاير جراوند المملوكة لميشيل وباراك أوباما.
بطل الفيلم الرئيسي كولمان دومينغو الذي يلعب دور رستن، وذلك بناءً على القصة الحقيقية لمساعدته مارتن لوثر وآخرين في تنظيم مسيرة للحقوق المدنيّة إلى واشنطن العاصمة عام 1963. وعُرض الفيلم لأول مرة في مهرجان تيلورايد السينمائي في 31 أغسطس 2023، وتم عرضه في مهرجان تورونتو السينمائي الدولي في 13 سبتمبر 2023. وتم إصداره في دور عرض مختارة في 3 نوفمبر 2023، قبل إصداره عبر الإنترنت في 17 نوفمبر 2023 بواسطة نتفليكس.

## قائمة الممثلين
- كولمان دومينغو بدور بايرد رستن.
- أمل أمين بدور مارتن لوثر كينغ الابن.
- غلين تورمان بدور أ. فيليب راندولف.
- كريس روك بدور روي ويلكينز.
- جس هالبر بدور توم خان.
- جوني رامي بدور إلياس تايلور
- كارول كريستين هيلاريا باوندر بدور الدكتورة آنا هيدجمان.
- مايكل بوتس بدور كليفلاند روبنسون.
- أودرا مكدونالد بدور إيلا بيكر.
- جيفري رايت بدور آدم كلايتون باول الأصغر.